# Responsabile della mobilità
Il decreto interministeriale Mobilità sostenibile nelle aree urbane del 27 marzo 1998 ha introdotto la figura professionale del responsabile della mobilità. Gli enti pubblici con più di 300 dipendenti per unità locale e le imprese con complessivamente oltre 800 dipendenti devono individuare un responsabile della mobilità del personale. Il mobility manager può avere sia una formazione umanistica che tecnica.
Nell'ambito del decreto si delineano due figure professionali: 
- mobility manager d'azienda;
- mobility manager d'area.

## Ilmobility managerd'azienda
Il mobility manager aziendale ha l'incarico di ottimizzare gli spostamenti sistematici dei dipendenti. Egli ha l'obiettivo di ridurre l'uso dell'auto privata adottando, tra l'altro, strumenti come il Piano spostamenti casa-lavoro (PSCL), con cui si favoriscono soluzioni di trasporto alternativo a ridotto impatto ambientale (car pooling, car sharing, bike sharing, trasporto a chiamata, navette, ecc.). 
Gli obiettivi riguardano: 
- la generale riduzione del traffico veicolare;
- il risparmio energetico;
- la contrazione delle emissioni inquinanti  atmosferiche ed acustiche;
- la riduzione delle emissioni di gas serra;
- la riduzione dei fenomeni di congestione stradale;
- l'aumento della sicurezza stradale.

## Ilmobility managerd'area
Il decreto 27 marzo 1998 ha introdotto contestualmente la figura del mobility manager d'area, che orienta, supporta e coordina i mobility manager aziendali. L'ufficio del mobility manager d'area è solitamente ubicato presso l'Ufficio Traffico dell'ente locale che lo ha nominato (comune o provincia). Un mobility manager d'area opera per migliorare la mobilità su tutto il territorio di propria competenza, lavora con tutte le strutture preposte al traffico e ai trasporti e collabora con le aziende di trasporto locale, monitora gli effetti delle misure adottate dai singoli responsabili aziendali e coordina l'esecuzione dei Piani spostamento casa-lavoro (PSCL) di enti e aziende (obbligo di legge per tutte le società con più di 300 dipendenti che sono obbligate a nominare il mobility manager aziendale).
L'istituzione dei mobility manager costituisce uno dei punti salienti delle azioni di mobilità sostenibile.